# Poikilosperma scutellare
Poikilosperma scutellare är en svampart som beskrevs av Bat. & J.L. Bezerra 1961. Poikilosperma scutellare ingår i släktet Poikilosperma, divisionen sporsäcksvampar och riket svampar.   Inga underarter finns listade i Catalogue of Life.